# John Walker Lindh
John Philip Walker Lindh (Washington, D.C., 9 de fevereiro de 1981) é um Talibã americano que foi capturado como combatente inimigo pelas tropas americanas durante a invasão do Afeganistão pelos Estados Unidos, em novembro de 2001. Foi detido na fortaleza Qala-i-Jangi, usada como prisão. Negou ter participado na Batalha de Qala-i-Jangi, uma violenta insurreição dos prisioneiros talibãs, alegando que tinha sido ferido na perna e se tinha escondido na cave da Casa Rosa, na metade sul do forte. Foi um dos 86 de cerca de 400 prisioneiros que sobreviveram à insurreição, na qual o agente da CIA Johnny "Mike" Spann foi morto. Levado a julgamento no tribunal federal dos Estados Unidos, em fevereiro de 2002, Lindh aceitou um acordo: declarou-se culpado de duas acusações e foi condenado a 20 anos de prisão. Foi libertado a 23 de maio de 2019, mantendo-se em liberdade condicional por um período de 3 anos.
Convertido ao Sunismo na Califórnia aos 16 anos, Lindh viajou para o Iémen em 1998 para estudar árabe, onde permaneceu por 10 meses. Regressou em 2000, viajando posteriormente para o Afeganistão para auxiliar os Talibãs na luta contra a Aliança do Norte. Recebeu treinamento no Al-Farouq, campo associado à organização terrorista Al-Qaeda, onde chegou a assistir a uma palestra de Osama bin Laden. Posteriormente aos ataques de 11 de setembro, manteve-se do lado das forças militares Talibã, mesmo após os E.U.A. se aliarem à Aliança do Norte. Lindh tinha sido previamente treinado pela Harkat-ul-Mujahideen, uma organização terrorista sediada no Paquistão.
Lindh usava o nome Sulayman al-Faris durante o seu período no Afeganistão, mas hoje em dia prefere o nome Abu Sulayman al-Irlandi. Nos primeiros relatórios após a sua captura, altura em que a sua cidadania americana se tornou conhecimento público, a imprensa tratava Lindh por apenas "John Walker".

## Juventude, conversão e viagens
Lindh nasceu em Washington, D.C., segundo de três filhos de Marilyn Walker e Frank R. Lindh. Recebeu o nome "John" em homenagem a John Lennon, que fora assassinado dois meses antes do seu nascimento. Foi batizado como católico e cresceu em Silver Spring, Maryland. Com 10 anos, a sua família mudou-se para San Anselmo, Califórnia. Lindh sofria de um distúrbio intestinal em criança. Aos 14 anos, a sua saúde melhorou e matriculou-se na Escola Secundária de Redwood. Posteriormente transferiu-se para a Escola Secundária de Tamiscal, uma escola alternativa com programas de estudo individualizados e autodirigidos, onde estudou cultura mundial, incluindo o Sunismo e o Médio Oriente. Lindh abandonou a escola e eventualmente obteve equivalência ao diploma de ensino secundário aos 16 anos.
Na adolescência, Lindh participou em salas de chat do IRC usando a alcunha Mujahid. Tornou-se um fã devoto de hip-hop, envolvendo-se em extensas discussões em newsgroups da Usenet, por vezes fingindo ser um rapper afro-americano que criticava os outros por se "armarem em negros". O filme Malcolm X de Spike Lee impressionou-o profundamente e despertou o seu interesse pelo Islão.
Embora os seus pais não se tenham divorciado até 1999, o seu casamento passou por sérios problemas durante a adolescência de Lindh. O seu pai costumava deixar a sua casa em Marin por longos períodos de tempo para residir em São Francisco com um amante. Frank Lindh afirmou que ele e Marilyn estavam separados desde 1997.
Em 1997, aos 16 anos, Lindh converteu-se ao Islão. Começou a frequentar regularmente mesquitas em Mill Valley e, mais tarde, São Francisco. Em 1998, Lindh viajou para o Iémen, onde permaneceu por cerca de 10 meses, aprendendo árabe para poder ler o Alcorão no seu idioma original. Regressou aos Estados Unidos em 1999, onde morou com a sua família por cerca de 8 meses.
Lindh regressou ao Iémen em fevereiro de 2000, partindo posteriormente para o Paquistão para estudar numa madraça. Durante este período, Lindh trocou vários e-mails com a sua família. Num destes, o seu pai contou-lhe sobre o atentado ao USS Cole, ao qual Lindh respondeu dizendo que os contratorpedeiros americanos estarem no porto do Iémen tinha sido um ato de guerra, e que o ataque era justificado. "Isso preocupou-me", disse o seu pai à Newsweek, "mas os meus dias a moldá-lo já tinham terminado."
Com 20 anos, Lindh decidiu viajar para o Afeganistão para lutar pelas forças do governo talibã afegão contra os combatentes da Aliança do Norte. Os seus pais referem que John foi motivado pelas histórias de atrocidades supostamente cometidas pelo exército da Aliança do Norte contra civis. Lindh viajou para o Afeganistão em maio de 2001. Tony West, o seu advogado, relatou o seguinte: "Uma das primeiras coisas que [John] disse ao ser interrogado pelo Exército [Americano], a 3 de dezembro de 2001, foi que, após o 11 de setembro, quis deixar as linhas da frente de batalha, mas não podia, por temer pela sua vida. John nunca quis (nem pensou em) estar numa posição em que tivesse de combater os E.U.A. e, de facto, nunca lutou contra o exército americano."

## Captura e Interrogatório
A 24 de novembro de 2001, Lindh rendeu-se às forças da Aliança do Norte, em Konduz, juntamente com a sua unidade de combatentes estrangeiros da Al-Qaeda, que se tinha retirado de Takhar. John e outros combatentes foram interrogados pelos agentes da CIA Johnny "Mike" Spann e David Tyson em Qala-i-Jangi, fortaleza do General Dostum, perto de Mazar-e-Sharife. Durante o interrogatório inicial, Lindh não foi informado dos seus direitos e a sua requisição de um advogado foi negada.
Lindh, que tinha uma avó do Condado de Donegal, dissera a outros prisioneiros que era irlandês. Ao ser entrevistado pela CIA, não revelou ser americano. Spann perguntou a Lindh se era membro do Exército Republicano Irlandês pois, num interrogatório prévio, um iraquiano do grupo de detidos identificou Lindh como falante de inglês. Lindh foi aconselhado a dizer que era irlandês para evitar problemas. Momentos mais tarde, por volta das 11:00, a prisão improvisada foi palco de uma violenta insurreição, que ficaria conhecida como Batalha de Qala-i-Jangi. Spann e centenas de combatentes estrangeiros foram mortos; apenas 86 prisioneiros sobreviveram. De acordo com outros detidos entrevistados pelo jornalista Robert Young Pelton para a CNN, Lindh estava totalmente ciente da insurreição planeada, mas permanecera em silêncio e não cooperara com os americanos.
Nalgum momento durante o início da insurreição, Lindh foi baleado ou atingido por estilhaços na parte superior da coxa direita, refugiando-se numa cave com o resto dos detidos. No segundo dia, a Cruz Vermelha enviou trabalhadores para recolher os mortos. Assim que entraram na prisão, foram baleados pelos presos, causando a morte de um trabalhador. A Aliança do Norte bombardeou repetidamente a área com RPGs e ataques de granadas e derramou combustível em chamas. Finalmente, a 2 de dezembro de 2001, as forças da Aliança do Norte desviaram o fluxo de um sistema de irrigação para o meio da fortaleza, para expulsar os prisioneiros restantes dos seus abrigos subterrâneos, afogando muitos deles no processo. Lindh e cerca de 85 sobreviventes dos 300–500 prisioneiros iniciais foram forçados a sair do esconderijo. Os soldados da Aliança do Norte amarraram os cotovelos de John atrás das suas costas.
Pouco após a sua recaptura, Lindh chamou a atenção de Pelton, que trabalhava como freelancer para a CNN, que o entrevistou. John inicialmente identificou-se como "Abd-al-Hamid", mas posteriormente forneceu o seu nome de nascimento. Pelton providenciou um médico e comida para Lindh e entrevistou-o sobre como tinha acabado ali. Durante a entrevista, John declarou ser membro do al-Ansar, um grupo de combatentes de língua árabe financiado por Osama bin Laden. Lindh afirmou que a insurreição na prisão fora provocada por alguns prisioneiros que tinham contrabandeando granadas para a cave: "Isto é contra o que tínhamos acordado com a Aliança do Norte, e isto é contra o Islão. É um grande pecado quebrar um contrato, especialmente em situações militares". Um soldado das Forças Especiais do Exército dos EUA, recém-chegado de 3 semanas de combate, cedeu a sua cama para que Lindh, ferido, pudesse lá dormir lá. Pelton perguntou repetidamente a John se queria ligar ou contactar os seus pais, mas este recusou. Uma fonte do FBI disse, posteriormente, ao autor Toby Harnden que manchas escuras no lado direito do rosto de Lindh indicavam que este teria disparado uma arma em Qala-i Jangi. No entanto, Lindh não foi testado para explosivos ou resíduos de armas de fogo antes de ser lavado.

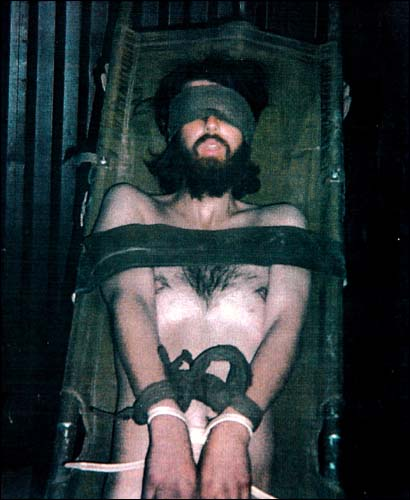
Lindh fotografado após ser transportado para Camp Rhino

Após a captura, Lindh recebeu primeiros socorros básicos e foi interrogado durante 1 semana em Mazar-e-Sharif. No seu último dia neste local, um grupo de soldados das Forças Especiais tirou uma fotografia com Lindh, exibindo-o como seu prisioneiro, onde se vê as palavras "Cabeça de Merda" escritas na fita adesiva da venda de John. Os soldados foram posteriormente investigados.
A 7 de dezembro de 2001, Lindh foi transportado para Camp Rhino, com a bala ou estilhaço ainda dentro da sua coxa. Quando chegou a Camp Rhino, foi despido e amarrado numa maca, vendado e colocado num contentor de metal - procedimento usual para prisioneiros potencialmente perigosos associados a organizações terroristas.  Enquanto amarrado à maca em Camp Rhino, Lindh foi fotografado por alguns militares americanos. Neste campo, John recebeu Percocet (oxicodona + paracetamol) para as dores, assim como diazepam.
A 8 e 9 de dezembro, Lindh foi entrevistado pelo FBI. Os seus Direitos de Miranda foram-lhe lidos a 9 ou 10 de dezembro. John foi mantido em Camp Rhino até ser transferido para o navio de assalto anfíbio USS Peleliu, em 14 de dezembro de 2001, juntamento com outros prisioneiros feridos. No navio, após ser novamente interrogado, o seu ferimento foi operado e recebeu cuidados adicionais. Sob a custódia do Corpo de Fuzileiros Navais dos Estados Unidos no USS Peleliu, Lindh assinou documentos com a sua confissão. A 31 de dezembro de 2001, foi transferido para o USS Bataan. A 16 de janeiro de 2002, o procurador-geral John Ashcroft anunciou que Lindh seria julgado nos Estados Unidos. A 22 de janeiro, Lindh foi levado para os E.U.A. para enfrentar acusações criminais.
Em 2002, o ex-presidente George H.W. Bush referiu-se a Lindh como "um utilizador de banheiras de hidromassagem desorientado do condado de Marin" (uma referência à cultura política liberal e hippie do condado). O comentário, no qual Bush também pronunciou incorretamente o nome do condado, provocou algum furor, levando o ex-presidente a retractar a sua declaração.
O advogado de Lindh alegou à imprensa que o seu cliente tinha requisitado um advogado várias vezes antes de ser entrevistado pelo FBI, mas que não tinha conseguido um, e que as condições "altamente coercivas" da prisão forçaram Lindh a renunciar ao seu direito de permanecer em silêncio. Embora o FBI tenha perguntado a Jesselyn Radack, consultora de ética do Departamento de Justiça, se Lindh poderia ser interrogado sem a presença de um advogado, não seguiram o conselho desta de evitar tal situação.

## Julgamento e Sentença
A 5 de fevereiro de 2002, Lindh foi indiciado por um grande júri federal sob dez acusações:
- Conspiração para assassinar cidadãos dos E.U.A.
- Duas acusações de fornecimento de apoio material e recursos a organizações terroristas
- Conspiração para prestar serviços aos Talibãs
- Prestação de serviços ao Talibãs
- Conspiração para prestar serviços à Al-Qaeda
- Prestação de serviços à Al-Qaeda
- Uso e porte de armas de fogo e dispositivos destrutivos em crimes violentos

Se condenado por estas acusações, Lindh poderia receber até três penas de prisão perpétua e 90 anos adicionais de encarceramento. A 13 de fevereiro de 2002, John declarou-se inocente de todas as 10 acusações. O tribunal agendou uma audiência de supressão de provas, na qual Lindh poderia testemunhar sobre os detalhes da tortura a que alegava ter sido submetido. O governo enfrentava o problema de que uma prova-chave do caso – a confissão de Lindh – poderia ser excluída por ter sido coagida.
Michael Chertoff, na altura chefe da Divisão Criminal do Departamento de Justiça, instruiu os procuradores a oferecerem a Lindh um acordo judicial. Lindh declarar-se-ia culpado de duas acusações: prestação de serviços aos Talibãs e porte de explosivo na prática de um crime. Além disso, teria que consentir com uma ordem de silêncio que o impedia de fazer qualquer declaração pública sobre o assunto durante a sua sentença de 20 anos, e teria que retirar qualquer alegação de maus-tratos ou tortura por parte de militares dos americanos no Afeganistão e a bordo dos dois navios militares, entre dezembro de 2001 e janeiro de 2002. Em troca, as todas as restantes acusações seriam retiradas. A ordem de silêncio foi requisitada a pedido do Secretário de Defesa Donald Rumsfeld.
Lindh aceitou este acordo. A 15 de julho de 2002, declarou-se culpado das duas acusações. O juiz pediu a Lindh que dissesse, através das suas próprias palavras, o que estava a admitir: "Declaro-me culpado. Prestei serviços como soldado aos Talibãs no ano passado, de agosto a dezembro. Enquanto o fazia, carreguei uma espingarda e duas granadas. Fiz isso consciente e voluntariamente, sabendo que era ilegal." Lindh acrescentou que fora para o Afeganistão "com a intenção de lutar contra o terrorismo e a opressão", pelo sofrimento das pessoas comuns às mãos da Aliança do Norte. A 4 de outubro de 2002, o juiz T.S. Ellis III condenou Lindh a uma pena de 20 anos de prisão federal.
Alguns ativistas e académicos solicitaram a Lindh que contasse a sua história. O governo invocou a Lei do Filho de Sam, informando John de que todo e qualquer lucro obtido através de contratos com editoras ou filmes sobre a experiência de Lindh seria automaticamente transferido para o governo federal. John e a sua família, parentes, associados e amigos não poderão lucrar financeiramente com os seus crimes e/ou experiências.
O advogado de Lindh, James Brosnahan, declarou que Lindh seria elegível para libertação em 17 anos, com bom comportamento. Lindh concordou em cooperar "total, verdadeira e completamente" com a inteligência militar e agências de aplicação da lei na investigação do terrorismo.

## Prisão
Em janeiro de 2003, Lindh foi enviado para a Penitenciária de Victorville, uma instalação de alta segurança a nordeste de Los Angeles. A 3 de março de 2003, Lindh foi atacado pelo recluso Richard Dale Morrison durante a oração, resultando em hematomas na testa de John. A 2 de julho de 2003, Morrison foi acusado de agressão.
Lindh esteve incarcerado na prisão federal Supermax ADX Florence em Florence, Colorado por um curto período de tempo. Cumpriu a sua sentença como prisioneiro 45426-083, na Instituição Correcional Federal de Terre Haute, Indiana, na Unidade de Controlo de Comunicações.
Em abril de 2007, citando a sentença reduzida atribuída ao prisioneiro australiano David Matthew Hicks por fornecimento de apoio material a terroristas, os advogados de Lindh apelaram publicamente por uma comutação presidencial que diminuísse a sua sentença prisional de 20 anos. Em janeiro de 2009, o pedido de clemência da família Lindh foi recusado pelo presidente George W. Bush, num dos seus últimos atos no cargo presidencial. De acordo com o Departamento de Justiça dos Estados Unidos, todas as "medidas administrativas especiais" em vigor contra Lindh expiraram a 20 de março de 2009, como parte de um alívio gradual das restrições sobre este.
Em 2010, Lindh e o prisioneiro sírio-americano Enaam Arnaout abriram um processo para o levantamento das restrições às orações em grupo de reclusos muçulmanos na Unidade de Controlo de Comunicações. A 11 de janeiro de 2013, um juiz federal decidiu a seu favor, referindo que o governo não tinha apresentado qualquer interesse convincente em restringir a expressão religiosa dos reclusos ao proibi-los de orar em conjunto.
Em fevereiro de 2015, Lindh, que agora se autodenomina "Yahya" (John em árabe), escreveu uma carta manuscrita a um produtor televisivo da Califórnia, expressando o seu apoio ao Estado Islâmico, o grupo militante que recentemente decapitara cinco ocidentais em execuções televisionadas: "Eles estão a fazer um trabalho espetacular. O Estado Islâmico é claramente muito sincero e sério no cumprimento da obrigação religiosa, há muito negligenciada, de estabelecer um califado através do confronto armado, que é o único método correto".
Em 2017, a revista Foreign Policy informou que um relatório interno do Centro Nacional de Contraterrorismo afirmava que Lindh tinha dito a um produtor de notícias televisivas que não tinha renunciado à violência extremista. Lindh foi entrevistado para o livro The Way of the Strangers: Encounters with the Islamic State de Graeme Wood, publicado em 2016, com a condição de que Wood lhe fornecesse "livros, tratados, artigos ou outros escritos elaborados por líderes do Estado Islâmico e/ou académicos afiliados à organização (de preferência no idioma original - árabe)." O pacote de literatura enviado por Wood foi impedido de ser entregue na prisão, por ser considerado contrabando. No entanto Lindh decidiu manter correspondência com o escritor. Mais tarde Lingh acabou por cessar a comunicação, chamando Wood de "leigo" cujas opiniões "não tinham consequência", referindo-se ao seu conhecimento do Estado Islâmico.
Em 2013, Lindh obteve cidadania irlandesa através da sua avó paterna, Kathleen Maguire, nascida em Donegal, no Condado de Donegal.

## Libertação
A 23 de maio de 2019, Lindh foi libertado antecipadamente, devido a bom comportamento, da Instituição Correcional Federal de Terre Haute, Indiana, antes do final da sua sentença de 20 anos, embora tenha aceitado diversos requisitos de liberdade condicional, devido ao seu apoio continuado à ideologia islâmica. Esses requisitos incluíam a proibição do uso da Internet e do contato com outros extremistas. A liberdade condicional durou os 3 anos restantes de sua pena.

## Cultura Popular
- Num documentário da National Geographic, Taliban Uprising, é exibido o único vídeo de Lindh a falar desde a sua captura.[28]
- O documentário Good Morning, Afghanistan, de Damien Degueldre, relata a Batalha de Mazar-e-Sharif, onde John Walker estava detido e posteriormente transferido pela Aliança do Norte para as Forças Especiais dos EUA.
- DJ Krush e Anticon gravaram a música "Song for John Walker" para o álbum The Message at the Depth, de 2002.
- O livro "My Heart Became Attached" de Mark Kukis, publicado em 2003, é uma biografia de John Walker Lindh, documentando a sua vida desde a infância até à radicalização e prisão[58]
- Uma interpretação musical da história de John Walker Lindh foi encenada em 2004 por Jean Strong e John McCloskey no New York International Fringe Festival[59]
- Steve Earle gravou uma música sobre Lindh intitulada "John Walker's Blues". Foi lançada no seu álbum Jerusalem, de 2002.[60]
- A banda de bluegrass progressivo Hot Buttered Rum escreveu e gravou The Trial Of John Walker Lindh para o seu álbum Live at the Freight and Salvage, de 2002.
- O 1º episódio da 13ª temporada da série televisiva de drama jurídico e policial Law & Order é baseado no caso de Lindh.
- O romance American Taliban, de Pearl Abraham, publicado em 2010 é baseado em Lindh.
- No 7º episódio da 1ª temporada da série televisiva Entourage - Vidas em Hollywood, oferecem a Vince um papel num filme fictício baseado na "história de John Walker Lindh".
- No livro Horse Soldiers de Doug Stanton, Lindh é mencionado como combatente da Al-Qaeda e posteriormente como prisioneiro.
- Na coleção de filosofia Dune and Philosophy, o especialista em filosofia Shane Ralston descreve o caráter de Lindh como "quintessencialmente americano", devido ao idealismo, bravura e fervor religioso com que serviu as forças Talibãs no Afeganistão.[61]
- O livro Taberna Roja, publicado em 2008 pelo escritor espanhol Enrique Falcón contém um poema intitulado "John Walker Lindh".
- O podcast You're Wrong About foca-se em Lindh no episódio "The American Taliban".[62]
- Lindh é inicialmente referido como "O Irlandês" no livro "First Casualty: The Untold Story of the CIA Mission to Avenge 9/11" de Toby Harnden, publicado em 2021.
- A Showtime Networks lançou, em setembro de 2021, um documentário intitulado Detainee 001, sobre a captura e os interrogatórios de Lindh.[63]